# WWA World Welterweight Championship
Il WWA World Welterweight Championship (Campeonato Mundial de Peso Welter de la WWA in lingua spagnola) è un titolo della federazione messicana di lucha libre World Wrestling Association (WWA).
Il campionato è riservato ai lottatori aventi un peso tra 70 e 77 kg anche se questa restrizione non viene sempre applicata.
Poiché la Lucha Libre enfatizza le classi di peso più basse, in Messico questa divisione è considerata più importante di quella dei pesi massimi (Heavyweight).

## Storia
Il titolo è stato vinto per la prima volta da Negro Casas nel 1987 e nel corso della sua storia è stato difeso non solo in Messico, ma anche in Europa, Giappone e Stati Uniti ed è stato detenuto da molti dei luchador di punta della divisione cruiserweight degli anni novanta come Heavy Metal, Psicosis, Juventud Guerrera, Rey Misterio, Jr., Eddie Guerrero ed El Hijo del Santo.

## Albo d'oro
Le righe verdi vuote indicano che non è nota la storia del titolo in quel periodo.
| Lottatore                  | Regni | Data              | Luogo                   | Note                                                                                  |
| -------------------------- | ----- | ----------------- | ----------------------- | ------------------------------------------------------------------------------------- |
| Negro Casas                | 1     | 1987              |                         |                                                                                       |
| Tornado Negro              | 1     | 14 aprile 1989    | Tijuana, Messico        |                                                                                       |
| Negro Casas                | 2     |                   | Morelos                 |                                                                                       |
|                            |       |                   |                         |                                                                                       |
| Fuerza Guerrera            | 1     |                   |                         |                                                                                       |
| Blue Demon, Jr.            | 1     | Settembre 1989    |                         |                                                                                       |
|                            |       |                   |                         |                                                                                       |
| Fuerza Guerrera            | 2     |                   |                         |                                                                                       |
| El Hijo del Santo          | 1     | 7 giugno 1990     | Tokyo, Giappone         |                                                                                       |
| Espanto Jr.                | 1     | 7 agosto 1992     | Querétaro               |                                                                                       |
| El Hijo del Santo          | 2     | 19 marzo 1993     | Los Angeles, California |                                                                                       |
| Heavy Metal                | 1     | 14 maggio 1993    | Città del Messico       |                                                                                       |
| El Hijo del Santo          | 3     | 1993              |                         |                                                                                       |
| Psicosis                   | 1     | 16 febbraio 1994  | Aguascalientes          |                                                                                       |
| El Hijo del Santo          | 4     | 22 settembre 1995 | Città del Messico       |                                                                                       |
| Psicosis                   | 2     | 28 settembre 1995 | Mexicali                |                                                                                       |
| El Hijo del Santo          | 5     | 29 settembre 1995 | Tijuana                 |                                                                                       |
| Juventud Guerrera          | 1     | 28 aprile 1996    | Querétaro               |                                                                                       |
| Rey Misterio, Jr.          | 3     | 20 luglio 1996    | Tokyo                   |                                                                                       |
| El Hijo del Santo          | 6     | 21 febbraio 1997  | Tijuana                 |                                                                                       |
| El Felino                  | 1     | 4 luglio 1997     | Città del Messico       |                                                                                       |
| El Hijo del Santo          | 7     | 8 ottobre 1997    | León                    |                                                                                       |
| El Felino                  | 1     | 31 gennaio 1998   | Città del Messico       |                                                                                       |
| Vacante                    |       | 8 marzo 1998      |                         | Reso vacante dopo che un match tra El Hijo del Santo ed El Felino finì in No contest. |
| El Hijo del Santo          | 8     | 13 luglio 1998    | Puebla                  | Sconfisse El Felino nel rematch.                                                      |
|                            |       |                   |                         |                                                                                       |
| Blue Panther               | 1     | {9 aprile 2000    | Monterrey               |                                                                                       |
| El Hijo del Santo          | 9     | 28 maggio 2000    |                         |                                                                                       |
| El Hijo del Diablo         | 1     | 23 novembre 2000  | Iguala                  |                                                                                       |
| El Hijo del Santo          | #     | 5 agosto 2001     | Phoenix, Arizona        |                                                                                       |
| El Hijo del Diablo         | #     |                   |                         | El Hijo del Santo fu privato del titolo che fu reso ad El Hijo del Diablo.            |
| El Hijo del Santo          | 10    | 31 ottobre 2002   | San Luis Potosí         |                                                                                       |
|                            |       |                   |                         |                                                                                       |
| El Cobarde Jr.             | 1     | 25 gennaio 2004   | Juárez                  |                                                                                       |
| El Hijo del Santo          | 11    | 31 ottobre 2002   | San Luis Potosi         |                                                                                       |
| Blue Demon, Jr.            | 2     | 2 luglio 2008     | Valencia, Spagna        |                                                                                       |
| El Hijo del Santo          | 12    | 5 luglio 2008     | Londra, Gran Bretagna   |                                                                                       |
| Vacante                    |       |                   |                         |                                                                                       |
| El Hijo de Rey Misterio II | 1     | 27 maggio 2011    |                         |                                                                                       |
| Angel Blanco Jr.           | 1     | 15 dicembre 2011  | Città del Messico       |                                                                                       |